# Jan Franciszek Zych
Jan Franciszek Zych (ur. 8 października 1893 w Woli Batorskiej, zm. ?) – podpułkownik intendent z wyższymi studiami wojskowymi Wojska Polskiego, kawaler Orderu Virtuti Militari.

## Życiorys
Syn Jana. Urodził się 8 października 1893 w Woli Batorskiej, powiecie bocheńskim. Przed 1914 ukończył gimnazjum. Po wybuchu I wojny światowej wstąpił do Legionów Polskich. Służył w 2 pułku piechoty w składzie II Brygady. Był żołnierzem komendy plutonu i kolumny amunicyjnej. Awansowany kolejno na chorążego piechoty 18 stycznia 1915 i na podporucznika piechoty 1 listopada 1915. Odniósł rany w walkach pod Biełgowem 7 listopada 1915. Przebywał w niewoli rosyjskiej.
Po uwolnieniu własnym i po odzyskaniu przez Polskę niepodległości został przyjęty do Wojska Polskiego w listopadzie 1918. Brał udział w wojnie polsko-bolszewickiej. Za swoje czyny wojenne otrzymał Order Virtuti Militari. Został awansowany do stopnia kapitana zawodowego piechoty ze starszeństwem z dniem 1 czerwca 1919. W latach 1922–1924 był słuchaczem Kursu Normalnego Wyższej Szkoły Intendentury w Warszawie, pozostając oficerem nadetatowym 84 pułku piechoty w garnizonie Pińsk. 31 marca 1924 został awansowany do stopnia majora ze starszeństwem z dniem 1 lipca 1923 i 42. lokatą w korpusie oficerów piechoty. 31 października 1924, po ukończeniu kursu, został przydzielony do Wydziału Żywnościowego Departamentu VII Intendentury Ministerstwa Spraw Wojskowych i służył w nim w kolejnych latach. 16 kwietnia 1925 został przeniesiony z korpusu oficerów piechoty do korpusu oficerów intendentury w stopniu majora ze starszeństwem z dniem 1 lipca 1923 i 4,7. lokatą z równoczesnym wcieleniem do kadry oficerów służby intendentury i pozostawiony na dotychczas zajmowanym stanowisku. 29 stycznia 1932 został awansowany na podpułkownika ze starszeństwem z dniem 1 stycznia 1932 i 4. lokatą w korpusie oficerów intendentury. W 1932 pełnił służbę w Szefostwie Intendentury Dowództwa Okręgu Korpusu Nr I w Warszawie. Później służył w Szefostwie Intendentury Dowództwa Okręgu Korpusu Nr VI w garnizonie Lwów. W pierwszej połowie 1939 sprawował stanowisko szefa Wydziału Mundurowego Departamentu Intendentury Ministerstwa Spraw Wojskowych.
W 1937 był przewodniczącym komisji rewizyjnej klubu sportowego LKS Pogoń Lwów. W 1939 zamieszkiwał przy ulicy Sandomierskiej 18 w Warszawie.

## Ordery i odznaczenia
- Krzyż Srebrny Orderu Wojskowego Virtuti Militari nr 7027
- Krzyż Niepodległości (16 września 1931)[13]
- Krzyż Walecznych (czterokrotnie)
- Złoty Krzyż Zasługi (19 marca 1935)[14]